# Vol Rico Linhas Aéreas 4815
Le 14 mai 2004, le vol Rico Linhas Aéreas 4815, un vol intérieur régulier de passagers assuré par un Embraer EMB 120 et reliant São Paulo de Olivença à Manaus, avec une escale prévue à Tefé (aéroport de Tefé), au Brésil, s'est écrasé dans la forêt amazonienne, alors qu'il effectuait son approche vers Manaus.
Les 33 personnes présentes à bord de l'aéronef ont été tuées, ce qui en fait le crash aérien le plus meurtrier impliquant un Embraer EMB 120, ainsi que le plus meurtrier de l'histoire de la compagnie aérienne, surpassant celui du vol 4823 (en), survenu 2 ans auparavant.

## Avion
L'Embraer EMB 120 ER Brasilia assurant ce vol, un bi-turbopropulseur immatriculé PT-WRO (numéro de série 120070), a été construit en 1988. Propulsé par deux moteurs Pratt & Whitney Canada PW118, il totalise 35 988 heures de vol au moment de l'accident.

## Accident
Le vol 4815, opéré par la compagnie aérienne régionale Rico Linhas Aéreas, basée à Manaus, a décollé de São Paulo de Olivença avec à son bord 30 passagers et 3 membres d'équipage, tous brésiliens. À ce moment-là, les conditions météorologiques étaient apparemment bonnes. À à 37 km de l'aéroport, alors que l'avion suivait la procédure d'atterrissage vers Manaus, le contrôle aérien a orienté le vol vers la gauche pour laisser la place à un vol médical prioritaire. 
À 18 h 34, le vol 4815 a signalé par radio qu'il se trouvait à 2 000 pieds (610 m) lorsque l'avion a soudainement disparu du radar. Les contrôleurs ont tenté de rétablir le contact avec l'avion, en vain. Des témoins oculaires au sol ont rapporté avoir vu une boule de feu tomber dans les arbres pendant l'accident. L'épave de l'appareil a été localisée à 18 h 50, à environ à 33 km de l'aéroport, dans une zone fortement boisée. Il n'y a eu aucun survivant.